# Overton (Texas)
Overton ist eine Stadt im Rusk County im US-Bundesstaat Texas in den Vereinigten Staaten. Das U.S. Census Bureau hat bei der Volkszählung 2020 eine Einwohnerzahl von 2.275 ermittelt.

## Geografie
Die Stadt liegt im Nordosten von Texas, ist im Osten etwa 90 Kilometer von Louisiana entfernt und hat eine Gesamtfläche von 17,5 km². Sie erstreckt sich zum Teil ins angrenzende Smith County.
Nahegelegene Städte sind unter anderem New London (unmittelbar angrenzend im Osten), Arp (4 km südwestlich), Kilgore (8 km nordöstlich), Troup (13 km südwestlich) und Henderson (13 km südöstlich).

## Geschichte
Benannt wurde die Stadt nach Frank Overton, einem frühen Siedler dieser Gegend, der viel Land zur Gründung der Ortschaft bereitstellte. Offiziell besteht sie seit 1873, als sie an der Kreuzung zweier Eisenbahnstrecken gegründet wurde. Im gleichen Jahr wurde das erste Post-Büro eröffnet. Ein Wachstum erfuhr die Stadt, als durch die Bahnstrecke nahegelegene Ortschaften erschlossen wurden und der Stadtgründer Fremden freie Grundstücke anbot, was viele auch annahmen.
1875 wurde die erste Baptistische Kirche erbaut, 1876 folgte eine Schule. In einem lokalen Zeitungsartikel hieß es 1888, in der Stadt gebe es unter anderem 15 Geschäfte und zwei Hotels, die Bevölkerungszahl läge bei über 500. Die Stadt war ein Zentrum der Landwirtschaft, bis um 1930 erstmals Öl entdeckt wurde. Dadurch erfuhr Overton einen Wohlstandsboom, weitere Kirchen und Schulen sowie eine Bank wurden errichtet. Innerhalb weniger Jahre stieg die Bevölkerungszahl auf über 4500. In den 1940er Jahren fiel sie jedoch rapide und betrug bereits zu Beginn der 1950er Jahre nur noch 2000. Zu dieser Zeit existierten über 150 Geschäfte und Unternehmen in der Stadt.

## Demografische Daten
Nach der Volkszählung im Jahr 2000 lebten hier 2350 Menschen in 906 Haushalten und 629 Familien. Die Bevölkerungsdichte betrug 135,2 Einwohner pro km². Ethnisch betrachtet setzte sich die Bevölkerung zusammen aus 100 % weißer Bevölkerung.
Von den 906 Haushalten hatten 31,2 % Kinder unter 18 Jahre, die im Haushalt lebten. 53,2 % davon waren verheiratete, zusammenlebende Paare. 12,1 % waren allein erziehende Mütter und 30,5 % waren keine Familien. 27,7 % aller Haushalte waren Singlehaushalte und in 15,3 % lebten Menschen, die 65 Jahre oder älter waren. Die Durchschnittshaushaltsgröße betrug 2,45 und die durchschnittliche Größe einer Familie belief sich auf 2,99 Personen.
25,7 % der Bevölkerung waren unter 18 Jahre alt, 8,4 % von 18 bis 24, 24,6 % von 25 bis 44, 22,0 % von 45 bis 64, und 19,2 % die 65 Jahre oder älter waren. Das Durchschnittsalter war 38 Jahre. Auf 100 weibliche Personen aller Altersgruppen kamen 87,5 männliche Personen. Auf 100 Frauen im Alter von 18 Jahren und darüber kamen 89,3 Männer.
Das jährliche Durchschnittseinkommen eines Haushalts betrug 28.098 USD, das Durchschnittseinkommen einer Familie 34.662 USD. Männer hatten ein Durchschnittseinkommen von 30.329 USD gegenüber den Frauen mit 17.255 USD. Das Prokopfeinkommen betrug 17.256 USD. 17,5 % der Bevölkerung und 14,1 % der Familien lebten unterhalb der Armutsgrenze. Davon waren 24,8 % Kinder und Jugendliche unter 18 Jahren und 14,4 % waren 65 oder älter.
Zur Volkszählung 2010 stieg die Bevölkerungszahl auf 2554.

## Verkehr
Vom Südwesten in den Nordosten wird die Stadt vom Texas State Highway 135 durchquert. Etwa fünf Kilometer südwestlich verläuft der Texas State Highway 64, sechs Kilometer östlich außerdem der U.S. Highway 259. Etwa 15 Kilometer nördlich der Stadt besteht Anschluss an den Interstate 20, der durch sechs Staaten vom westlichen Texas bis nach South Carolina an der Ostküste führt.

## Söhne der Stadt
- Robert L. Howze (1864–1926), Generalmajor der United States Army
- Earle Bradford Mayfield (1881–1964), Politiker
- Edward Martin Emmett (* 1949), Abgeordneter und Regierungsbediensteter